# Melkus
A Melkus gyárat Heinz Melkus alapította a kelet-németország Drezdában. A cég autógyártással foglalkozott 1959 és 1986 között. 

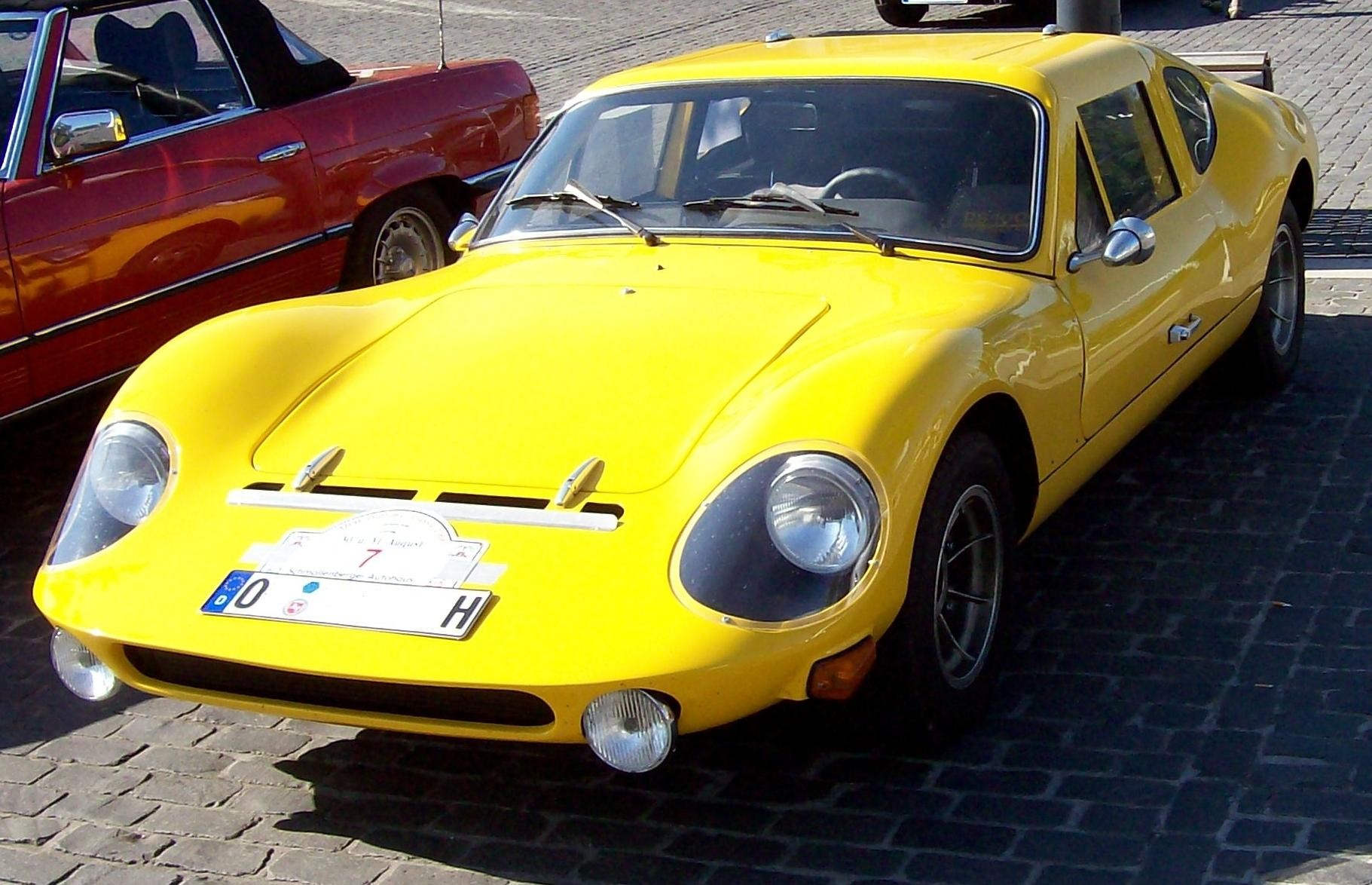
Melkus RS 1000

## A konstrukció
Az autókban Wartburg-, illetve Trabantalkatrészeket alkalmaztak a könnyű gyártás érdekében. A versenyautók versenyeztek a Formula–3-ban, és a Forma Junior-ban. 
Az egyetlen típus, amelyet gyártottak, az a Melkus RS 1000-es volt három porlasztós 70 lóerős Wartburg-motorral. A legtöbb autóba 992 köbcentis motort szereltek, de néhány újabb modellbe már 1200-as motor került. A társaság az autógyártást leállította 1986-ban. 2006 decemberében Peter Melkus – Heinz Melkus fia – bejelentette, hogy újraindítja az RS 1000-es típus gyártását. A meglévő tervrajzok alapján mindössze 10 autó készült. A Melkus család egy új modellel is előrukkolt, amelyet az EDAG tervezőcéggel közösen fejlesztettek ki. Az új típus a Melkus RS 2000 nevet kapja, amelyet kétliteres négyütemű benzinmotor hajt meg 150 és 200 lóerő közti teljesítménnyel. Az RS 2000 premierje a Frankfurti Nemzetközi Autószalonon volt 2009-ben.

## Modellek

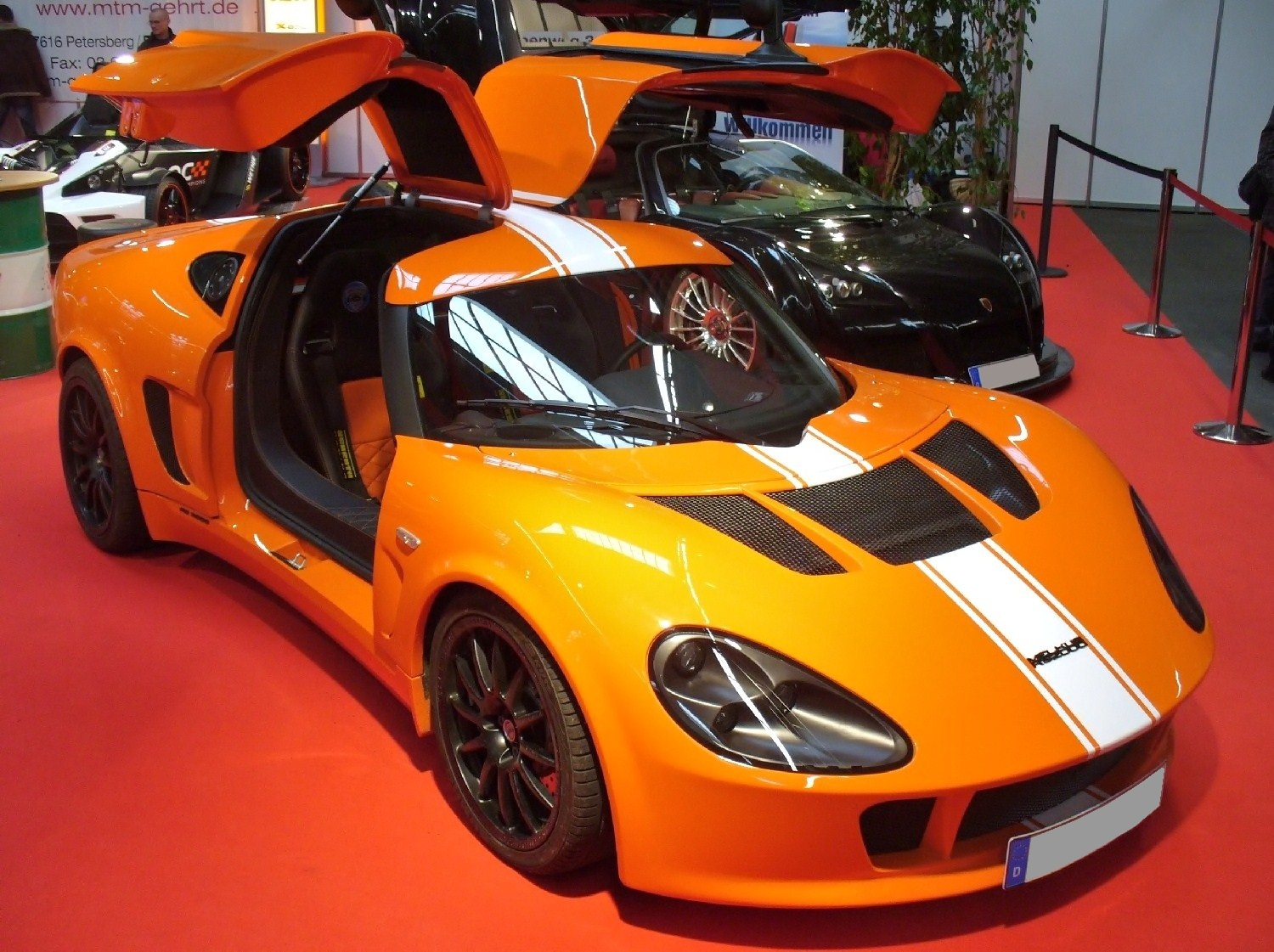
Az utód, a Melkus RS 2000

- Melkus JAP (1954)
- Melkus Formel Junior (1959–1960)
- Melkus Formel Junior (1961–1962)
- Melkus Formel Junior (1963)
- Melkus Formel 3 (1964)
- Melkus SRG MT 77
- Melkus PT 73 Spyder
- Melkus Lada ML89
- Melkus BMW MB90
- Melkus Silberpfeil
- Melkus Zigarre
- Melkus RS 1000
- Melkus RS 2000 (2009)
- Melkus RS 2000 GT (2011)
- Melkus RS 2000 GTS (2011)